# Чёрная метка (альбом)
«Чёрная ме́тка» — седьмой студийный альбом группы Алиса. Выпущен в октябре 1994 года на лейбле Moroz Records.
Альбом посвящён памяти гитариста Игоря Чумычкина, покончившего с собой в апреле 1993 года. В Чёрную метку вошло четыре написанных им песни: «Паскуда», «То ли про Любовь, то ли про Беду» (музыка и слова гитариста); «Чёрная метка» и «Белая невеста» (музыка).
Альбом стал первым опытом работы группы с немецкими звукоинженерами, что после 2003 года вошло в традицию.
На три песни с Чёрной метки были сняты видеоклипы: «Атеист», «Белая Невеста» и «Паскуда».
Альбом нашёл своё отражение в одной из татуировок Константина Кинчева — все композиции альбома были отображены в качестве шутов, при этом 8 шутов изображены пляшущими, 9-й же — зажигающим огонь.

## Смерть «Чумы» и изменения в составе
12 апреля 1993 года из-за наркотиков погиб ведущий гитарист Алисы Игорь «Чума» Чумычкин. Чумычкин покончил с собой, выбросившись из окна своей квартиры. Остальные участники группы тяжело переживали эту потерю, и после выступления в память об Игоре в ноябре Алиса почти на год прекратила концертную деятельность, возобновив её только в 1994 году.
Клавишник Андрей Королёв после смерти друга, с которым он был знаком ещё с армии, покинул группу. Музыкант считал, что оставшись, он предаст память Игоря. Известно, что, закончив музыкальную карьеру, Андрей трудился в православном храме, а в 2009 году Константин Кинчев сказал, что он занимает пост священника в Белгороде.
Так участники группы Алиса остались вчетвером: Константин Кинчев, Андрей Шаталин, Пётр Самойлов и Михаил Нефёдов. Долгое время они не брали на место Игоря Чумычкина нового музыканта, и Константин Кинчев сам стал играть на гитаре. Позже в качестве гитариста в группе появился участник Коррозии Металла Сергей «Боров» Высокосов, совместивший работу в этих двух коллективах.
Боров дружил с Игорем Чумычкиным, вместе они создали проект, в котором также участвовал басист Денис Канов, работавший в Алисе техником. В их совместных сессиях в 1993 году родились песни «Паскуда» и «Чёрная Метка», которые после того как погиб Чумычкин музыканты передали Кинчеву, чтобы тот сделал диск в память об Игоре. Лидер группы Алиса предложил Борову сотрудничество, и он согласился. Фамилия Сергея указана на обложке альбома напротив надписей «гитара» и «голос».
Также полтора года Высокосов совмещал выступления на концертах Коррозии Металла и Алисы, переезжая из одного города в другой. Музыканта можно увидеть в клипах «Паскуда» и «Атеист».

## История создания
В общей сложности работа над альбомом длилась около восьми месяцев. Началась она на студии «Видеофильма», но однажды, придя туда, музыканты увидели, что помещение опечатывают.
Тогда запись продолжилась на студии «Эс-Эн-Си». Алиса не укладывалась в расписание, и музыкантам приходилось всё делать ночью, в то время, когда другие группы отдыхали. Заканчивали запись на студии Весёлых ребят, а сводить альбом участники группы поехали в Германию.
Во второй части фильма «Rock-n-Roll — это не работа» есть несколько минут, посвящённых сведению альбома Чёрная метка на студии Heartbeat Studio в Кёльне. Константин Кинчев показывает студию, комнату, где живут музыканты и говорит, что немецкие звукорежиссёры — «каторжане, потому что они впахивают так, как работает никто, за что им огромное спасибо, потому что тот материал, который мы записали, ни в какие ворота по европейским стандартам. Но это не беда, я думаю, в следующий раз мы запишем намного лучше». Немцы Тим Букту и Маркус по пятнадцать часов в день занимались альбомом Алисы. Участники группы приехали в Германию уставшие после записи, и благодаря трудолюбивым звукорежиссёрам, которые делали всё сами, позволяя музыкантам отдыхать, купаться на пляже и загорать, они смогли подтянуть своё недавно расшатанное здоровье.
Презентация альбома состоялась 28 октября 1994 года в Д. С."Юбилейный" и была совмещена с празднованием 10-летия группы.
После «Метка-тура» по России в поддержку альбома у группы остались долги перед издателем, и для того, чтобы их оплатить был выпущен альбом «Алиса на Шаболовке» (Прямой эфир в «Программе А» (РТР), январь 1995 года).

## Список композиций
Содержание альбома отразилось и на теле Константина Кинчева. В совместном интервью с группой «Ва-Банк» (1994 год, Минск) музыкант рассказал о своей татуировке: на одной из рук изображены восемь пляшущих шутов, а на другой — девятый, который зажигает огонь. Все девять шутов символизируют девять песен альбома «Чёрная метка».
| №  | Название                           | Текст песни            | Музыка                 | Длительность |
| -- | ---------------------------------- | ---------------------- | ---------------------- | ------------ |
| 1. | «Чёрная метка»                     | К. Кинчев              | И. Чумычкин, К. Кинчев | 6:34         |
| 2. | «Паскуда»                          | И. Чумычкин            | И. Чумычкин            | 5:53         |
| 3. | «Чёрная Rock’n’Roll мама»          | К. Кинчев              | А. Шаталин             | 4:51         |
| 4. | «Белая невеста»                    | К. Кинчев              | И. Чумычкин, К. Кинчев | 5:00         |
| 5. | «Дурак»                            | К. Кинчев              | А. Шаталин, К. Кинчев  | 8:39         |
| 6. | «Жги-гуляй»                        | К. Кинчев, П. Самойлов | К. Кинчев, П. Самойлов | 3:16         |
| 7. | «Атеист»                           | К. Кинчев              | А. Шаталин             | 2:48         |
| 8. | «Умереть молодым»                  | К. Кинчев              | А. Шаталин, К. Кинчев  | 5:06         |
| 9. | «То ли про Любовь, то ли про Беду» | И. Чумычкин            | И. Чумычкин            | 7:12         |

- «Чёрная метка» — была написана в Подмосковье летом 1991 года[14]. Константин Кинчев: «Чёрная метка — это медиатор, и тот, кто взял его в руки, уже обречён. Рок для русского человека — судьба, от которой не уйти». Лидер группы «Алиса» сказал, что об этом можно прочитать в «Волшебной скрипке» Гумилёва[9]. Метафору «Час Ч» (последний час жизни человека на Земле) можно также услышать в песне «Всё, что я хочу» из альбома «Пульс хранителя дверей лабиринта». В концертном варианте песни (альбом «Алиса на Шаболовке») Константин Кинчев во время проигрыша читает стихотворение, написанное Игорем Чумычкиным[15].

- Изначально песня «Паскуда» называлась «Поезд»[16]. На песню сделан видеоклип, съёмки которого проходили в городе Уфе на студии «Муха» под руководством режиссёра Виталия Мухаметзянова. В местном Доме Культуры был специально проведён концерт, на котором Константин Кинчев разделался с микрофонной стойкой[17]. Клип создает ощущение видений наркотического сознания[9]. Существует небольшой шестиминутный ролик о том, как снимался клип. Части клипа «Паскуда» включены в видео на песню «Веретено». В интервью для «Программы А» 16.04.94 Константин Кинчев сказал, что в его понимании «Паскуда» — это смерть.

- «Чёрная Rock’n’Roll мама» была написана в Москве (Щелчок) осенью 1987 года[14]. Перед началом песни звучат ругательства, озвученные немецкой женщиной. В альбомах «Акустика-1» и «Акустика-3» можно услышать акустический вариант песни.
- «Белая невеста» была написана в Москве на улице Народного Ополчения в мае 1993 года[14]. «Белая невеста» — это образ смерти[18]. На песню был снят видеоклип, режиссёром которого стал Олег Флянгольц.

- «Дурак» был написан весной 1992 года в Москве на улице Народного Ополчения[14]. Она посвящена «всем тем кто занимается неблагодарным делом под названием рок-н-ролл»[19].
На концерте, который стал основой альбома «Пляс Сибири на берегах Невы», перед исполнением песни «Дурак» Константин Кинчев сделал вступление: «Мы уже давно ходим по нашей необъятной Родине. И с каждым годом, всё больше и больше понимаем, какой кайф — жить на этой земле. А пока мы ходим, мы пишем сказки». После неё он сказал: «Ощущая по жизни, что всё должно быть по-доброму, хочется, наконец, написать самую светлую сказку. Пока, к сожалению, не удаётся. Поэтому этим сказкам всегда пишется продолжение», и группа начала играть песню «Дурак и Солнце».
- «Жги-гуляй» была написана совместно с Петром Самойловым в Москве на улице Народного Ополчения зимой 1990 года[14]. На некоторых изданиях песня отсутствует, например, на аудиокассете. Помимо версии, записанной в альбоме есть другая, которую можно услышать в видео концерта «Для тех, кто свалился с Луны».
- «Атеист» был написан в Ленинграде на улице Куйбышева весной 1986 года. Впервые песня была издана на бутлеге «Атеист-Твист» в 1986 году. Это была вторая студийная запись группы после альбома «Энергия» в том же нововолновом стиле. Также композицию можно услышать в альбоме «Акустика 4». На песню снят видеоклип, который стал дипломной работой студента ВГИКа Максима Массальцева. На MTV была осуществлена трансляция клипа с комментариями о его создании. Изначально этот клип готовился для «Белой невесты», но потом было решено снять более короткий «Атеист». Для съёмок был куплен грим для клоунов, которым намазали тела музыкантов. Басист Пётр Самойлов и гитарист Андрей Шаталин должны были срочно ехать на вокзал, и, чтобы не опоздать, сделали это, не смывая грим. Барабанщика Михаила Нефёдова обмотали бинтами «под мумию». Все съёмки проходили на крышах четырёх московских домов. В конце клипа можно увидеть, как с двадцать пятого этажа летит камера на тросе.

Константин Кинчев: «Атеист показан таким, каким он и является — безбожником, соответственно упивающимся собственной значимостью. Я же, как автор, всего лишь задаю вопрос: „Но всегда ли тот прав, у кого больше прав?“. А за права бьются, как правило безбожники, люди верующие правам предпочитают обязанности. Так что крамолы в песне „Атеист“ я не вижу».
- «Умереть молодым» была написана в Москве на улице Народного Ополчения осенью 1993 года[14]. На юбилейном концерте «25 в Алисе, 30 в рок-н-ролле, 50 на земле», исполняя её Константин Кинчев сказал: «Всем ушедшим не вовремя посвящается… Как предостережение для живущих. Не надо, живите. Долго и счастливо!»
- В песне «То ли про Любовь, то ли про Беду» можно услышать певчий православный хор, который также принял участие в записи предыдущего альбома «Для тех, кто свалился с Луны»[10]. Группа познакомилась с ним во время поездки в Иерусалим.

## Исполнители
- Константин Кинчев — вокал;
- Пётр Самойлов — бас-гитара, бэк-вокал;
- Андрей Шаталин — гитара;
- Денис Канов — гитара, бэк-вокал;
- Михаил Нефёдов — ударные;
- Сергей Высокосов — гитара, бэк-вокал;
- Владимир Осинский — клавишные;
- Рушан Аюпов — баян;
- Susanna Rass — голос ведьмы
- А. Кулешов, Ю. Вишняков, А. Каянкин, В.Рацкевич, О. Наумов, В. Фёдоров — хор.

### Инжиниринг
- Д. Канов
- Ю. Шлапаков
- А. Худяков
- Е. Чайко
- Е. Трушин
- А. Иванов
- А. Богданов
- Tim Buktu
- А. Фирсанов

## Обложка и комикс

### Обложка
Над оформлением альбома работала уфимская студия «Муха».
На лицевой стороне обложки альбома изображено лицо шута, смотрящего через отверстия в ладонях. Константин Кинчев прокомментировал, что оно символизирует название альбома Чёрная метка, а в самом названии кроется нечто глубокое.
На обратной стороне обложки под списком композиции можно увидеть Константина Кинчева, Петра Самойлова, Андрея Шаталина и Михаила Нефёдова, держащих в руках «чёрную метку»-медиатор. Перед ними стоит девочка в платье — «белая невеста», которая также протягивает в своей руке чёрный плектр.

### Комикс
Здесь же, на студии «Муха», родилась идея нарисовать комиксы с участием музыкантов Алисы во главе с Константином Кинчевым. Так на свет появилась фэнтезийная сага в трёх частях: «Чёрная метка», «Для тех, кто свалился с Луны» и «Земля».
По сюжету «Чёрной метки» Константин Кинчев отправляется в странствие и встречает в лесу шута, который должен сыграть песню во дворце хозяина здешнего леса, чтобы начался праздник «шабаш». Шут не хочет начинать гуляние, и к нему направляются два разбойника с ножами и сетью, но лидер Алисы сбивает их с ног, давая своему недавнему знакомому шанс убежать. Местные бродяги, странствующие в поисках счастья (которыми стали гитарист Андрей Шаталин и барабанщик Михаил Нефёдов), спасают безоружного Константина Кинчева от неравной схватки с двумя злодеями.
Продолжая путь втроём, они попадают в заколдованные места, где из земли начинают расти руки, тянущие их за собой. Избежать гибели им помогает всё тот же шут, унося героев прочь на своих крыльях. В это время разбойники верхом на ястребах хватают шута и доставляют его в замок хозяина.
Герои отправляются на поиски, и по дороге их опьяняют чары существ, живущих на лугу. Тогда на помощь им приходит рыцарь (Пётр Самойлов), и вскоре они добираются до замка хозяина. Константин Кинчев заходит внутрь, и местный проводник рассказывает ему, что праздник не может начаться, пока шут не споёт. Лидера Алисы приводят в главный зал, и, чтобы спасти шута, он берёт гитару и своей песней начинает шабаш. Шут говорит, что теперь его душа стала свободной и вручает спасителю «чёрную метку» — медиатор.
Около леса дочь ветра спрашивает у шута, куда он направляется, и, взглянув на него, видит перед собой лицо Константина Кинчева. Спросив: «Разве не на тебя я надела колпак?», она получает ответ: «Колпак всегда на шуте, а шут при хозяине, а у меня впереди дорога!».
Над комиксами, в которых лидер Алисы побеждает злых магов и спасает мир, работал художник Алексей Никаноров.

## Издания
Moroz Records выпустил Чёрную метку на компакт-дисках и кассетах в 1994 году. Основной тираж был изготовлен в Австрии на заводе DADC. К диску прилагался буклет на 24 страницы, в котором использовались изображения, сделанные для комикса на студии «Муха» и фотографии участников группы, принадлежащие Гоше Семёнову и Валерию Потапову.
В 1998 году в Чехии на заводе GZ была сделана допечатка альбома.
В 2003 году Союз выпустил переиздание альбома с небольшим буклетом, повествующем о предыстории создания и хронике записи.
В июне 2009 года Real Records выпустил переиздание всех студийных альбомов «Алисы» с бонусами, в которое вошла и Чёрная метка.

## Критика
Константин Кинчев не уверен в том, что Чёрная метка получилась на все сто. Также в интервью газете «Живой звук» лидер группы Алиса сказал, «что альбом был создан под воздействием наркотиков, но всё же — это большая серьёзная работа, в которой он хотел выразить своё состояние, поэтому всё получилось таким чёрным и беспросветным»:

Прежде всего, Чёрная метка — это моя реакция на гибель нашего гитариста «Чумы». Он решил выйти из игры до срока. Как говорят панки, жизнь — это очередь за смертью, а кому-то обязательно хочется влезть без очереди. Я не могу его осуждать, хотя самоубийством он причинил боль очень многим. Что же касается песен на новом альбоме, то две из них написаны целиком «Чумой», а ещё к двум он написал музыку. Диск очень жёсткий, злой. Так я выразил своё отношение к этой утрате. Я не могу его отпевать душевно и нежно, как человека, ушедшего естественным образом. Поскольку он взял на себя смелость сделать это, то и получил такое отпевание.

Анатолий Гуницкий в своей статье пишет, что «трагическая смерть гитариста группы Игоря Чумычкина предопределила мрачное настроение альбома и стилистику всех его композиций, выдержанных в духе очень жёсткого хард-н-хэви». Он считает, что у Алисы и раньше можно было услышать тяжёлый саунд, но в этом альбоме он «доминирует, придает сгущённо-чёрный колорит рок-н-рольного реквиема, не имеющего ничего — и это очень существенно — общего с туповатым инфантильным сатанизмом, свойственным большинству современных металлистов и трэшевиков». Журналист говорит, что анализировать альбом очень сложно, так как в каждом номере пульсирует всепроникающее лезвие боли. Лучшими песнями Гуницкий называет «Чёрную метку», «То ли про любовь, то ли про беду» и «Дурак».
По мнению Игоря Грачева, Чёрная метка — самое «тяжёлое и метализированное» творение группы.
Журналист пишет, что «группа постоянно балансировавшая на грани между совпанковским андеграундом и хард-н-хэви, наконец-то сделала выбор в пользу последнего, а альбом вполне может претендовать на звание одного из выдающихся дисков отечественного нелёгкого стиля».
Андрей Бурлака в своей рок-энциклопедии подчеркнул, что в целом это был не самый пpодуктивный пеpиод в биогpафии «Алисы»: она игpала довольно невыpазительный хаpд, выступала в небольших залах и пыталась завоевать новую аудитоpию сpеди поклонников «Коррозии металла», гитаpист котоpой, Сеpгей «Боpов» Высокосов, вpемя от вpемени выступал с ней на сцене.